# Torneo de Auckland 2017
El ASB Classic 2017 será un torneo de tenis para ATP World Tour 2017 y WTA Tour 2017, jugado en canchas duras al aire libre. Será la 32.ª edición del eventos para las mujeres, y la 5.ª edición para el eventos de los hombres, que era conocido como el Heineken Open hasta 2015. Se llevará a cabo en el Centro de Tenis ASB en Auckland, Nueva Zelanda, desde 2 al 8 de enero de 2017 para las mujeres, y del 9 al 14 de enero de 2017 a los hombres.

## Distribución de puntos
| Modalidad            | Campeón | Finalista | Semifinales | Cuartos de final | 2ª ronda | 1ª ronda | Clasificados | 2ª ronda de clasificación | 1ª ronda de clasificación |
| Individual masculino | 250     | 165       | 100         | 50               | 25       | 0        | 13           | 7                         | 0                         |
| Dobles masculino     | 250     | 150       | 90          | 45               | 20       | 0        | -            | -                         | -                         |

| Modalidad           | Campeona | Finalista | Semifinal | Cuartos de final | 2ª ronda | 1ª ronda | Clasificadas | 3ª ronda de clasificación | 2ª ronda de clasificación | 1ª ronda de clasificación |
| Individual femenino | 280      | 180       | 110       | 60               | 30       | 1        | 18           | 14                        | 10                        | 1                         |
| Dobles femenino     | 280      | 180       | 110       | 60               | 1        | -        | -            | -                         | -                         | -                         |

## Cabezas de serie

### Individuales masculino
| Tenista               | Ranking | Preclasificado |
| Roberto Bautista Agut | 14      | 1              |
| John Isner            | 19      | 2              |
| David Ferrer          | 21      | 3              |
| Jack Sock             | 23      | 4              |
| Albert Ramos-Viñolas  | 27      | 5              |
| Feliciano López       | 28      | 6              |
| Steve Johnson         | 33      | 7              |
| Marcos Baghdatis      | 36      | 8              |

- Ranking del 26 de diciembre de 2016

### Dobles masculino
| Tenista                               | Ranking | Preclasificada |
| Treat Huey Max Mirnyi                 | 43      | 1              |
| Dominic Inglot Florin Mergea          | 69      | 2              |
| Robert Lindstedt Michael Venus        | 71      | 3              |
| Marcin Matkowski Aisam-ul-Haq Qureshi | 76      | 4              |

### Individuales femenino
| Tenista                   | Ranking | Preclasificada |
| Serena Williams           | 2       | 1              |
| Venus Williams            | 17      | 2              |
| Caroline Wozniacki        | 19      | 3              |
| Barbora Strýcová          | 20      | 4              |
| Kiki Bertens              | 22      | 4              |
| Anastasiya Pavliuchenkova | 27      | 6              |
| Jeļena Ostapenko          | 44      | 7              |
| Naomi Osaka               | 47      | 8              |

- Ranking del 26 de diciembre de 2016

### Dobles femenino
| Tenista                          | Ranking | Preclasificada |
| Lucie Šafářová Barbora Strýcová  | 24      | 1              |
| Chan Hao-ching Chan Yung-jan     | 24      | 2              |
| Kiki Bertens Johanna Larsson     | 63      | 3              |
| Gabriela Dabrowski Yang Zhaoxuan | 99      | 4              |

## Campeones

### Individual masculino
Jack Sock venció a  João Sousa por 6-3, 5-7, 6-3

### Individual femenino
Lauren Davis venció a  Ana Konjuh por 6-3, 6-1

### Dobles masculino
Marcin Matkowski /  Aisam-ul-Haq Qureshi vencieron a  Jonathan Erlich /  Scott Lipsky por 1-6, 6-2, [10-3]

### Dobles femenino
Kiki Bertens /  Johanna Larsson vencieron a  Demi Schuurs /  Renata Voráčová por 6-2, 6-2